# Ataenius oaxacaensis
Ataenius oaxacaensis är en skalbaggsart som beskrevs av Zdzisława Stebnicka och Lago 2005. Ataenius oaxacaensis ingår i släktet Ataenius och familjen Aphodiidae. Inga underarter finns listade.